# Isadore Singer
Isadore Manuel Singer (Detroit, 3 mei 1924 - Boxborough, Middlesex County (Massachusetts), 11 februari 2021) was een hoogleraar wiskunde aan het Massachusetts Institute of Technology. Hij is bekend om zijn samenwerking met Michael Atiyah. Gezamenlijk bewezen zij in 1962 wat nu bekendstaat als de indexstelling van Atiyah-Singer. Deze stelling plaveide de weg voor nieuwe interacties tussen de zuivere wiskunde en de theoretische natuurkunde.

## Prijzen
onder andere:
- 1969: de Bôcher Memorial Prize
- 1983: de National Medal of Science
- 1988: de Wigner Medal
- 2000: de Leroy P. Steele-prijs
- 2004: de Abelprijs

## Voetnoten
1. ↑  https://www.abelprize.no/c53865/seksjon/vis.html?tid=53873.
2. ↑  https://nationalmedals.org/laureate/isadore-m-singer/.
3. 1 2  MacTutor History of Mathematics archive.
4. ↑  http://www.ams.org/profession/prizes-awards/pabrowse?purl=bocher-prize.
5. ↑  https://www.ams.org/prizes-awards/pabrowse.cgi?parent_id=25.
6. ↑  https://commencement.miami.edu/about-us/archives/honorary-degree-recipients/index.html.
7. ↑  http://www.ams.org/fellows_by_year.cgi?year=2013; geraadpleegd op: 24 november 2022.
8. ↑  http://www.ams.org/news?news_id=1680; geraadpleegd op: 24 november 2022.
9. ↑  (en)  Mathematical Association of America, Abel Prize Awarded: The Mathematicians' Nobel

- Bibsys: 90129887
- Bibliothèque nationale de France: cb12291460v (data)
- Catàleg d'autoritats de noms i títols de Catalunya: 981058518616006706
- CiNii: DA00608611
- Gemeinsame Normdatei: 108738523
- International Standard Name Identifier: 0000 0001 1080 9936
- Library of Congress Control Number: n84803500
- Mathematics Genealogy Project: 6405
- Bibliotheek van het Japanse parlement: 00456697
- Nationale Bibliotheek van Tsjechië: xx0159171
- Nationale Bibliotheek van Israël: 987007445352205171
- Nationale Bibliotheek van Polen: a0000003060450
- Nationale en Universitaire bibliotheek Zagreb: 000066620
- Nederlandse Thesaurus van Auteursnamen: 075226588
- ORCID: 0000-0001-5595-9161
- Réseau des bibliothèques de Suisse occidentale: 02-A003834795
- Istituto Centrale per il Catalogo Unico: UFIV031422
- Système universitaire de documentation: 031759114
- Virtual International Authority File: 108408561
- WorldCat: E39PBJvCR8ppCYmwxH9pfpyPQq